# NGC 556
NGC 556 é uma galáxia elíptica (E-S0) localizada na direcção da constelação de Cetus. Possui uma declinação de -22° 41' 50" e uma ascensão recta de 1 horas, 27 minutos e 12,5 segundos.
A galáxia NGC 556 foi descoberta em 1886 por Frank Müller.